# Вијетнам на Светском првенству у атлетици на отвореном 2017.
Вијетнам је учествовао на Светском првенству у атлетици на отвореном 2017. одржаном у Лондону од 4. до 13. августа једанаести пут. Репрезентацију Вијетнама представљао је 1 атлетичар који се такмичио у трци на 100 метара.,
На овом првенству представница Вијетнама није освојила медаљу, нити је постигла неки резултат.

## Учесници
Мушкарци:
- Bui Ba Hanh — 100 м

## Резултати

### Мушкарци
| Атлетичар   | Дисциплина | Лични рекорд | Предтакмичење | Предтакмичење | Квалификације        | Квалификације        | Полуфинале           | Полуфинале           | Финале               | Финале       | Детаљи |
| Атлетичар   | Дисциплина | Лични рекорд | Резултат      | Место         | Резултат             | Место                | Резултат             | Место                | Резултат             | Место        | Детаљи |
| ----------- | ---------- | ------------ | ------------- | ------------- | -------------------- | -------------------- | -------------------- | -------------------- | -------------------- | ------------ | ------ |
| Bui Ba Hanh | 100 м      | 10,61        | 10,76         | 5. у гр. 3    | није се квалификовао | није се квалификовао | није се квалификовао | није се квалификовао | није се квалификовао | 32 / 58 (62) |        |